# Cantonul Aubeterre-sur-Dronne
Cantonul Aubeterre-sur-Dronne este un canton din arondismentul Angoulême, departamentul Charente, regiunea Poitou-Charentes, Franța.

## Comune
- Aubeterre-sur-Dronne (reședință)
- Bellon
- Bonnes
- Les Essards
- Laprade
- Montignac-le-Coq
- Nabinaud
- Pillac
- Rouffiac
- Saint-Séverin
- Saint-Romain